# Nosotros (película de 1945)
Nosotros es una película de drama romántico mexicana de 1945 dirigida por Fernando A. Rivero. Está protagonizada por Ricardo Montalbán, Emilia Guiú y Esther Luquín.

## Argumento
El trágico romance entre una mujer con un pasado dudoso y un joven ladrón que reforma su vida por amor.

## Reparto
- Ricardo Montalban como Armando Suárez.
- Emilia Guiú como Martha.
- Esther Luquín como Lidia.
- Carlos Martínez Baena como Don Pedro, padre de Armando.
- Fanny Schiller como Doña Milagros Robledo.
- Ángel T. Sala como Don Fidel Robledo.
- Gloria Iturbe como Doña María, mamá de Armando.
- Rafael Icardo como Don Ramón Pérez.
- Dolores Camarillo "Fraustita" como Mariquita.
- Alfonso Carti como Martínez, policía (no acreditado).
- Manuel Dondé como Marcelo (no acreditado).
- Laura Martel como Rosa (no acreditada).
- Kiko Mendive como Cantante (no acreditado).
- Amparo Montes como Cantante (no acreditada).
- Rubén Márquez como Cliente de cabaret (no acreditado).
- José Pardavé como Billetero (no acreditado).
- Ignacio Peón como Empleado de Robledo (no acreditado).
- Alma Riva como Cantante (no acreditada).
- Elma Seedorf como Clarita, amiga de Lidia (no acreditada).
- Fernando Fernández como Narrador (no acreditado).